# Auftrag zur Regierungsbildung
In vielen Ländern besteht die Rechtslage oder Tradition, dass das Staatsoberhaupt nach Wahlen einen Politiker mit dem Auftrag zur Regierungsbildung oder Regierungsauftrag betraut. In anderen Staaten reklamieren Politiker der stärksten Partei (oder Parteiengruppe) vielfach einen (informellen) derartigen Wählerauftrag für sich.

## Formeller Regierungsauftrag
Insbesondere in den europäischen Monarchien besteht vielfach die traditionelle Verfassungsregel, dass der Monarch die Regierung ernennt und erlässt. Während dies im Zeitalter des Absolutismus ein tatsächliches Machtinstrument des Monarchen war, reduzierte es sich mit zunehmender Parlamentarisierung auf einen formellen Akt. Aufgabe des Staatsoberhauptes ist es nun, nach der Wahl denjenigen Politiker, der eine Chance hat, eine parlamentarische Mehrheit für seine Regierung zusammenzubringen, den Regierungsauftrag zu erteilen. Gelingt diesem es nicht, eine Mehrheit zu erreichen, so gibt er den Regierungsauftrag dem Monarchen zurück und dieser benennt einen anderen Politiker mit dem Regierungsauftrag.

### Dänemark
In Dänemark regelt die Verfassung, dass der König den Regierungschef und die Minister ernennt (und entlässt). In der Staatspraxis empfängt der König die Parteichefs in der Reihenfolge der Fraktionsstärke und lässt sich deren Koalitionsbereitschaft berichten. Ergibt sich eine Mehrheitsregierung, so erhält der designierte Ministerpräsident den Regierungsauftrag. Ist dies nicht der Fall, so erhält ein Politiker, der die beste Chance hat, eine Minderheitsregierung zu bilden, einen förmlichen Erkundungsauftrag vom Monarchen.

### Niederlande
In den Niederlanden ist es seit 1918 üblich, dass der König, der gemäß Verfassung Ministerpräsident und Minister ernennt, nach Konsultationen der Parteienvertreter (Informateure) den Formateur (also denjenigen Politiker, der eine parlamentarische Mehrheit hinter sich bringen kann) mit dem Regierungsauftrag zu betrauen.

### Österreich
Die Erteilung eines Auftrags zur Bildung einer Bundesregierung durch den Bundespräsidenten ist nicht im Bundes-Verfassungsgesetz festgelegt, sondern gelebte Praxis. Dabei werden die Stärkeverhältnisse im Nationalrat berücksichtigt und meist der Vorsitzende der mandatsstärksten Partei beauftragt. Nach der Nationalratswahl 1999 wurde ohne Auftrag des Bundespräsidenten eine Bundesregierung ohne die stimmenstärkste Partei gebildet. Erstmals in der Zweiten Republik wurde nach der Nationalratswahl 2024 nicht der Vertreter der stimmenstärksten Kraft mit der Regierungsbildung beauftragt.

### Osttimor
In Osttimor steht es dem Staatspräsidenten zu, einen zukünftigen Premierminister mit der Bildung einer Regierung zu beauftragen. Diese muss dann im Nationalparlament ihr Regierungsprogramm innerhalb von 30 Tagen vorstellen. Wird dieses von der Mehrheit der Abgeordneten abgelehnt, kann die Regierung ein zweites Programm vorlegen. Wird auch dieses abgelehnt, ist die Regierung gescheitert. Der Präsident kann dann jemand anderes mit der Regierungsbildung beauftragen oder das Parlament auflösen und zu Neuwahlen aufrufen. Letzteres geschah 2018.

### Spanien
In Spanien führt der König nach der Wahl Gespräche mit den Fraktionen und schlägt dem Präsidenten der Cortes den aussichtsreichsten Kandidaten vor. Dieser stellt sich dann der Vertrauensfrage im Parlament. Erhält er keine Mehrheit, so wiederholt sich das Verfahren.

### Schweden
In Schweden bestand bis zur Verfassungsänderung 1975 eine Lage, die der von Dänemark entsprach. In der Verfassungsänderung von 1975 wurde die Beteiligung der Krone an der Regierungsbildung aus der Verfassung gestrichen. Seither hat der Sprecher des Reichstags die Aufgabe, den Regierungsbildungsprozess zu moderieren, die vorher der König hatte.

## Informeller Regierungsauftrag
Auch in Ländern, in denen es keinen formellen Regierungsauftrag gibt, reklamieren Politiker manchmal einen Regierungsauftrag an ihre Partei. Sofern die Mehrheitsverhältnisse unklar sind, sind es manchmal auch beide Seiten, die für sich den Regierungsauftrag beanspruchen. So nahm Gerhard Schröder nach der verlorenen Bundestagswahl 2005 für die SPD in Anspruch, den Regierungsauftrag erhalten zu haben, da die SPD stärkste Partei geworden sei (wenn man statt des Ergebnisses der Unionsparteien nur das der CDU betrachtet). Auch Angela Merkel erklärte, sie nehme den Regierungsauftrag an, und konnte sich damit durchsetzen.